# Mono Inc.
Mono Inc. är en tysk gothic rockgrupp från Hamburg som grundades 2000. Bandets influenser är bland annat The Sisters Of Mercy, Depeche Mode, The Cure, The Smiths, Placebo, New Order och Metallica.

## Medlemmar

### Nuvarande medlemmar
- Martin Engler – trummor (2000–2006), sång (2006–)
- Carl Fornia – gitarr, bakgrundssång (2000–)
- Ilja John Lappin – basgitarr (2025–)
- Katha Mia – trummor, bakgrundssång (2006–)

### Tidigare medlemmar
- Miky Mono – sång, basgitarr (2000–2003), sång (2003–2006) *död oktober 2010
- Manuel Antoni – basgitarr, bakgrundssång (2003–2021)
- Val Perun – basgitarr, bakgrundssång (2022–2024)

## Diskografi

### Album
- 2004: Head Under Water
- 2007: Temple of the Torn
- 2008: Pain, Love & Poetry
- 2009: Voices of Doom
- 2011: Viva Hades
- 2012: After the War
- 2013: Nimmermehr

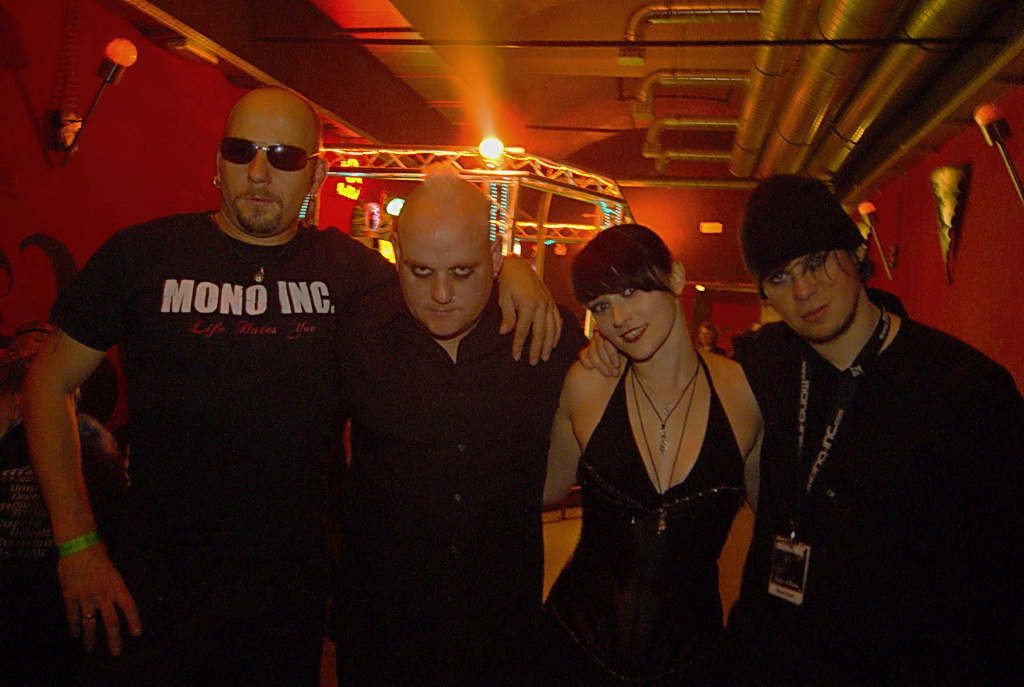
Mono Inc. (2010)

- 2014: The Clock Ticks On 2004–2014 (samlingsalbum)
- 2015: Terlingua
- 2017: Together Till the End
- 2017: Symphonies Of Pain - Hits And Rarities (samlingsalbum)
- 2018: Welcome to Hell
- 2020: The Book of Fire
- 2023: Ravenblack
- 2025: Darkness

### Singlar
- 2004: "Burn Me"
- 2006: "Somberland"
- 2007: "Temple Of The Torn"
- 2007: "In My Heart"
- 2008: "Sleeping My Day Away"
- 2008: "Get Some Sleep"
- 2008: "Teach Me To Love"
- 2009: "This Is The Day"
- 2009: "Voices Of Doom"
- 2010: "Comedown"
- 2011: "Symphony Of Pain"
- 2011: "Revenge"
- 2012: "After The War"
- 2012: "Wave No Flag"
- 2012: "Arabia"
- 2013: "Heile, Heile Segen"
- 2013: "My Deal With God"
- 2013: "Kein Weg Zu Weit"
- 2013: "Twice In Life"
- 2013: "Never-Ending Love Song"
- 2015: "Heiland"
- 2015: "Tag X"
- 2015: "An Klaren Tagen"
- 2015: "Chasing Cars"
- 2016: "Children Of The Dark"
- 2017: "Boatman"
- 2017: "Beggars and Kings"
- 2018: "Welcome to Hell"
- 2018: "A Vagabond's Life"
- 2018: "Long Live Death"
- 2018: "Risk It All" (Symphonic Version)
- 2019: "Louder Than Hell"
- 2019: "The Book Of Fire"